# DJ Junior
DJ Junior, polgári nevén Kiss József Gábor (Budapest, 1970. július 16. –) magyar lemezlovas (DJ), zeneszerző, zenei producer. Magyarország első aranylemezes DJ-je.

## Zenei életrajz
Junior 1985-ben kezdte DJ pályafutását, és 1990 óta dolgozik lemezről. 1992-től a High Life rezidense lett majd 1993 őszétől a Juventus Rádióban mixelt. 1995 őszén, a Club Speed megnyitójának házigazdája volt, 1996 januárjában a Danubius Rádió péntek esti Hot Mix műsorvezetője lett. 1997-ben Dan Von Schulz-al közösen dolgozott, 1997-ben készítette el Magyarország első DJ mix lemezét, a Hot Mix-et, mely egyetlen hónap alatt aranylemez lett. Együtt dolgozott Náksi Attila-val, Brunner Zsolt-al és DJ Newl-al. Volt A&R menedzser majd a Rádió Bridge-ben mixelt esténként. 1999 nyarától a Roxy Rádió DJ-je lett, 1999-ben DJ Jutasival dolgozott együtt, majd Ibizán első magyar DJ-ként játszott. 2000-ben Ákosnak készített remixet Keresem az utam cimü popdalára, amely „Az év legjobb dance remixe” és legtöbbet eladott maxicd diját nyerte el. 2000 nyarán Horvátországban, Jugoszláviában és Ibizán dolgozott. 2002-ben régi szigetszentmiklósi klubjának legnagyobb sikereit mixelte egybe. 2003-ban ő készítette el az ország első DVD/CD mixlemezét. 2004-től a EMI lemezkiadónál Dance A&R manegereként kezdett el dolgozni.

## Lemezfelvételei

### Albumai
1998 - My House

### Mixei
- 1997 – Danubius Hot Mix
- 1997 – Hot Mix 2
- 1998 – Ibiza Mix '98
- 1999 – Palace Club Mix
- 2000 – Ibiza Mix 2000
- 2000 – Roxy Hot Mix
- 2000 – Junior:Mix
- 2001 – Mixin' N.Y.
- 2001 – Miamix
- 2002 – Mixession
- 2002 – Club Speed Classic Mix
- 2003 – Home 69
- 2005 – Hungarian Session

### Maxik/ Kislemezei
1997 – Junior & Schultz - Darts
1998 –  Angyallány / Rappers In The House
2003 – 69 (Remixes) (Feat. Shane 54 And Michelle Wild)